# 公民凯恩
是奥森·威尔士于1940年拍摄，1941年由美国RKO（雷电华）电影公司出品的剧情片。影片讲述报业大王查爾斯·福士特·凱恩的一生。由奥森·威尔士担任导演、制片、编剧（之一）以及主演。曾获得1941年美国电影科学与艺术学院奖（即奥斯卡奖）九项提名，并最终获得最佳原著剧本奖。
这部影片是奥森·威尔士的螢幕第一作，也是其代表作之一。但在20世纪40年代，此片因影射当时的报业大王威廉·赫斯特，而险些被毁。此后影片虽然最终上映，但因为赫斯特所施加的影响，只能在有限的剧院播放。从而导致影片票房成绩不佳。二战结束后，这部影片该在欧洲的电视上放映，逐渐被人意识到其艺术价值。从1952年开始，《大國民》在英國電影協會（BFI）所出版的《视与听》（Sight & Sound）杂志每隔十年所评选的“最伟大的十部电影”中名列第一，并在美国电影学会（AFI）1998年评选的“百年百大電影”中名列榜首。

## 剧情
查理‧凯恩在豪華宅邸死亡，臨死前只說一句話「玫瑰花蕾」(rosebud)，如謎般無法解開。於是，一名記者湯姆遜便在玫瑰花蕾的陰影下奉命調查，透過五個曾經跟凯恩共事或生活的人物（凯恩的監護人銀行家、報社總經理、凯恩的好友兼專欄作家、他的第二任太太、豪華宅邸管家及圖書管理員），勾勒出這個傳奇人物的生命片段；然而，在不同人的眼中，凯恩顯然有著不同的特質，或者說是凯恩在事業、感情、政治觀念和個人性格的演變。
年輕時，養父柴契爾跟夥伴伯恩斯汀所講，凯恩是一個野心勃勃、不擇手段，有大理想、十分執著於自己信念的厲害角色，他帶領自己的王國走向光輝，手握財富、名利、慾望。但他經歷了第一次婚姻失敗，競選落敗之後，漸漸顯露出他的陰暗面，狹隘的心胸更令夥伴李蘭決裂，又強迫妻子蘇珊當一名歌劇明星，甚至後來在豪華宅邸過著半隱居的生活，乃至眾叛親離，失去親情，死去時就只有管家雷蒙及一些傭人在側，就連記者本人也還是不了解「玫瑰花蕾」的意義。
最後工人在清理凯恩的遺物時，從燃燒的雪橇上浮現出「玫瑰花蕾」一字，原來這才發現他至死仍忘不掉童年時的傷心往事，在雪地裡玩雪橇時被迫與母親分開，難堪過往，讓媒體鉅子終其一生難忘心痛失去最心愛擁有，最後孤寂而終。

## 演员
| 演员              | 角色                                                          |
| ----------------- | ------------------------------------------------------------- |
| 奥森·威尔士       | 查爾斯·福士特·凱恩（Charles Foster Kane）                     |
| 约瑟夫·考登       | Jedediah Leland                                               |
| Dorothy Comingore | Susan Alexander Kane                                          |
| 安妮絲·莫海德     | Mary Kane，凱恩的母親                                         |
| Ruth Warrick      | Emily Monroe Norton Kane                                      |
| Ray Collins       | Jim W. Gettys                                                 |
| Erskine Sanford   | Herbert Carter                                                |
| Everett Sloane    | Mr. Bernstein                                                 |
| 威廉·阿兰         | Jerry Thompson                                                |
| 保罗·史都華       | Raymond                                                       |
| George Coulouris  | Walter Parks Thatcher                                         |
| Fortunio Bonanova | Signor Matiste                                                |
| Gus Schilling     | John                                                          |
| Philip Van Zandt  | Mr. Rawlston                                                  |
| Georgia Backus    | Bertha Anderson                                               |
| Harry Shannon     | Jim Kane，凱恩的父親                                          |
| Sonny Bupp        | 查爾斯·福士特·凱恩三世（Charles Foster Kane III），凱恩的兒子 |
| Buddy Swan        | 查爾斯·福士特·凱恩，八歲                                      |

## 灵感来源
按照电影史学家克林顿·黑林所述，《大國民》的灵感来源于奥森·威爾斯1940年与约翰·豪斯曼的初次讨论，豪斯曼建议他和威爾斯离开洛杉矶与编剧赫尔曼·曼克維奇讨论剧本创意。他补充道，“（曼凯维奇）可能认为威爾斯有些许从事原创编辑的经验，有点威爾斯作品标题《美国公民约翰》的意味。

## 獎項

### 奥斯卡奖
- 奥斯卡最佳原著剧本奖：赫爾曼·J·曼凱維奇、奥森·威尔斯
- 提名—奥斯卡最佳影片獎
- 提名—奥斯卡最佳導演獎
- 提名—奥斯卡最佳男主角獎
- 提名—奥斯卡最佳攝影獎
- 提名—奥斯卡最佳藝術指導獎
- 提名—奥斯卡最佳錄音獎
- 提名—奥斯卡最佳剪接獎
- 提名—奥斯卡最佳原創音樂獎

## 相关影片
- 《The Battle Over Citizen Kane》(大國民的战争)记录片，1995年出品。曾获奥斯卡最佳记录片奖提名。
- 《RKO 281》(港译：光辉大国民)(1999年)HBO Home Video出品，描述了大国民拍摄背后的故事。由Liev Schreiber扮演奥森·威尔士，James Cromwell扮演报业大王威廉·兰道夫·赫斯特。
- 《曼克》(2020年)大衛·芬奇執導，Netflix出品，描述了赫爾門·曼克維奇撰寫本片劇本時發生的故事。